# 김백희
김백희(?~)는 대한민국의 여성 트로트 가수이다.

## 곡
- 1948년 <안해의 노래>
- 1962년 <싸이콩 아가씨>
- 1962년 <돌아오라 그대여>